# Lycaenopsis ananga
Lycaenopsis ananga är en fjärilsart som beskrevs av Felder 1865. Lycaenopsis ananga ingår i släktet Lycaenopsis och familjen juvelvingar. Inga underarter finns listade i Catalogue of Life.